# ألولميش
ألولميش (أواخر الألفية الثالثة قبل الميلاد) كان رابع حاكم جوتي من سلالة الجوتيين السومرية المذكورة في قائمة الملوك السومريين. في حين أنه لا يوجد أي دليل حي يرجع تاريخه إلى هذا النطاق الزمني القصير (يُعتقد أنه يتوافق مع غزوات جوتيان الأولى في الأراضي الأكادية) ، وقد اُقترح أن يتم تحديد ايلومش هذا على أنه نفس الملك الأكادي إلولو ، المعروف أيضًا من قائمة الملك. وكان الولميش خليفة شولمي. وإنيماباكيش بعد ذلك خلف ألولميش.
| سبقه شولم | ملك السومر اواخر الالفية الثالثة قبل الميلاد | تبعه إينيماباكيش |